# Lo Zecchino di Natale
Lo Zecchino di Natale è stato un programma televisivo italiano di genere varietà, legato all'Antoniano di Bologna e allo Zecchino d'Oro, in onda annualmente per nove edizioni dal 2015 al 2023 la mattina del 25 dicembre su Rai 1, in occasione del Natale.

## Il programma
Il programma era incentrato sulla celebrazione dell'arrivo del Natale, con diverse esibizioni di tradizionali canzoni di Natale interpretate dal Piccolo Coro dell'Antoniano diretto da Sabrina Simoni, con la tradizionale partecipazione delle Verdi Note dell'Antoniano, il coro dei giovani. Il programma vedeva inoltre la partecipazione di ospiti musicali e del mondo dello spettacolo, e la promozione di iniziative di solidarietà.

## Edizioni
| Edizione | Rete televisiva | Messa in onda    | Conduzione      | Conduzione        | Ascolti        | Ascolti |
| Edizione | Rete televisiva | Messa in onda    | Conduzione      | Conduzione        | Telespettatori | Share   |
| -------- | --------------- | ---------------- | --------------- | ----------------- | -------------- | ------- |
| 1ª       | Rai 1           | 25 dicembre 2015 | Cristel Carrisi | Cristel Carrisi   | 1 730 000      | 19,58%  |
| 2ª       | Rai 1           | 25 dicembre 2016 | Paolo Belli     | Veronica Maya     | 1 779 000      | 19,80%  |
| 3ª       | Rai 1           | 25 dicembre 2017 | Paolo Belli     | Chiara Tortorella | 1 789 000      | 20,90%  |
| 4ª       | Rai 1           | 25 dicembre 2018 | Paolo Belli     | Veronica Maya     | 1 779 000      | 20,50%  |
| 5ª       | Rai 1           | 25 dicembre 2019 | Paolo Belli     | Gloria Guida      | 1 709 000      | 20,80%  |
| 6ª       | Rai 1           | 25 dicembre 2020 | Paolo Belli     | Cristina D'Avena  | 1 902 000      | 19,20%  |
| 7ª       | Rai 1           | 25 dicembre 2021 | Paolo Belli     | Cristina D'Avena  | 1 637 000      | 18,40%  |
| 8ª       | Rai 1           | 25 dicembre 2022 | Paolo Belli     | Cristina D'Avena  | 1 481 000      | 21,00%  |
| 9ª       | Rai 1           | 25 dicembre 2023 | Paolo Belli     | Cristina D'Avena  | 1 461 000      | 21,10%  |

## Canzoni cantate dalle precedenti edizioni dello zecchino
- Prima edizione (2015) -

Prendi un'emozione -Le parce que des pourquoi - Tutanc'mon
- Seconda edizione (2016) -

Quel bulletto del carciofo - Kyro - Pikku peikko
- Terza edizione (2017) - L'anisello Nunu' - Gualtiero dei mestieri - Mediterraneamente
- Quarta edizione (2018)
- Quinta edizione (2019) - Non capisci un tubo - I pesci parlano - Skodinzolo
- Sesta edizione (2020) - RVM di 7 canzoni: Mille scarpe - Custodi del mondo - Pappappero - Pippo e la motoretta - Salutare è salutare - Mozart è stato gestito male - Discopizza DJ
- Settima edizione (2021) - Superbabbo - Ci sarà un po' di voi - Ali di carta
- Ottava edizione (2022) - Il panda con le ali (in video) -  Il mondo alla rovescia - La canzone della settimana
- Nona edizione (2023) - La casa stregata - La frutta e la verdura - I numeri